# Ted Mosby
Pour les articles homonymes, voir Mosby.
Theodore Evelyn, dit Ted, Mosby est le personnage principal de la série télévisée américaine How I Met Your Mother interprété par Josh Radnor.
En 2030, alors qu'il a 52 ans, Ted Mosby raconte à ses deux enfants comment il a rencontré leur mère. Mais il leur parle avant tout de ses conquêtes, de ses désillusions et de ses déboires entre amis. Il est architecte, et on le sait doté de beaucoup de culture générale : il fait les mots croisés du New York Times. Il sait aussi jouer du piano, parler Italien, connaît la langue des signes, et c'est un fan de Star Wars. Il aime aussi les chiens et les jeux vidéo. Il est très près de ses sous (il préfère distribuer son courrier en main propre et n'hésite pas à faire du baby-sitting à 3 $ de l'heure). Mais c'est surtout quelqu'un de très romantique, voire impulsif, ce qui ne lui réussit pas toujours.

## Biographie fictive

### Famille, jeunesse et études
Ted Evelyn Mosby est né le 25 avril 1978. Il a une sœur, Heather et une cousine, Stacey, ultrabigote. Ses parents divorcent en 2004 et sa mère se remarie avec Clint en avril 2010. Il perd sa virginité à 17 ans avec une fille nommée Molly qu’il n’a jamais revue. À la rentrée 1996, il commence ses études à la Wesleyan University et devient colocataire de Marshall Eriksen et rencontre Lily Aldrin peu après. Sa copine d'université est Karen, c'est une relation par intermittence puisqu'elle le trompe à plusieurs reprises. Ils seront de nouveau ensemble durant deux semaines au début 2009. En 2000, Ted et Marshall regardent la trilogie Star Wars et initient une tradition qui consiste à la revoir tous les trois ans. Cette même année, Marshall s'installe en colocation avec Ted dans l'appartement à New York au-dessus du pub le MacLaren’s. En 2001, il rencontre Barney Stinson au MacLaren's qui se sert de lui pour charmer une fille (Ted accepte de se faire passer pour un sourd-muet, maîtrisant la langue des signes) puis décide de lui « apprendre à vivre ». Il rencontre une fille déguisée en citrouille à Halloween sur le toit de son immeuble, mais perd son numéro de téléphone. Il va tenter de la retrouver à tous les Halloweens suivants, ce qu'il fera en 2011. Mais il s'apercevra qu'avec Naomi, ils ne développent aucune connexion. En 2002, il sort avec Nathalie mais rompt avec elle le jour de son anniversaire. Il la reverra en 2005 et la quitte à nouveau le jour de son anniversaire.

### Relation avec Robin, mais sans objectifs communs

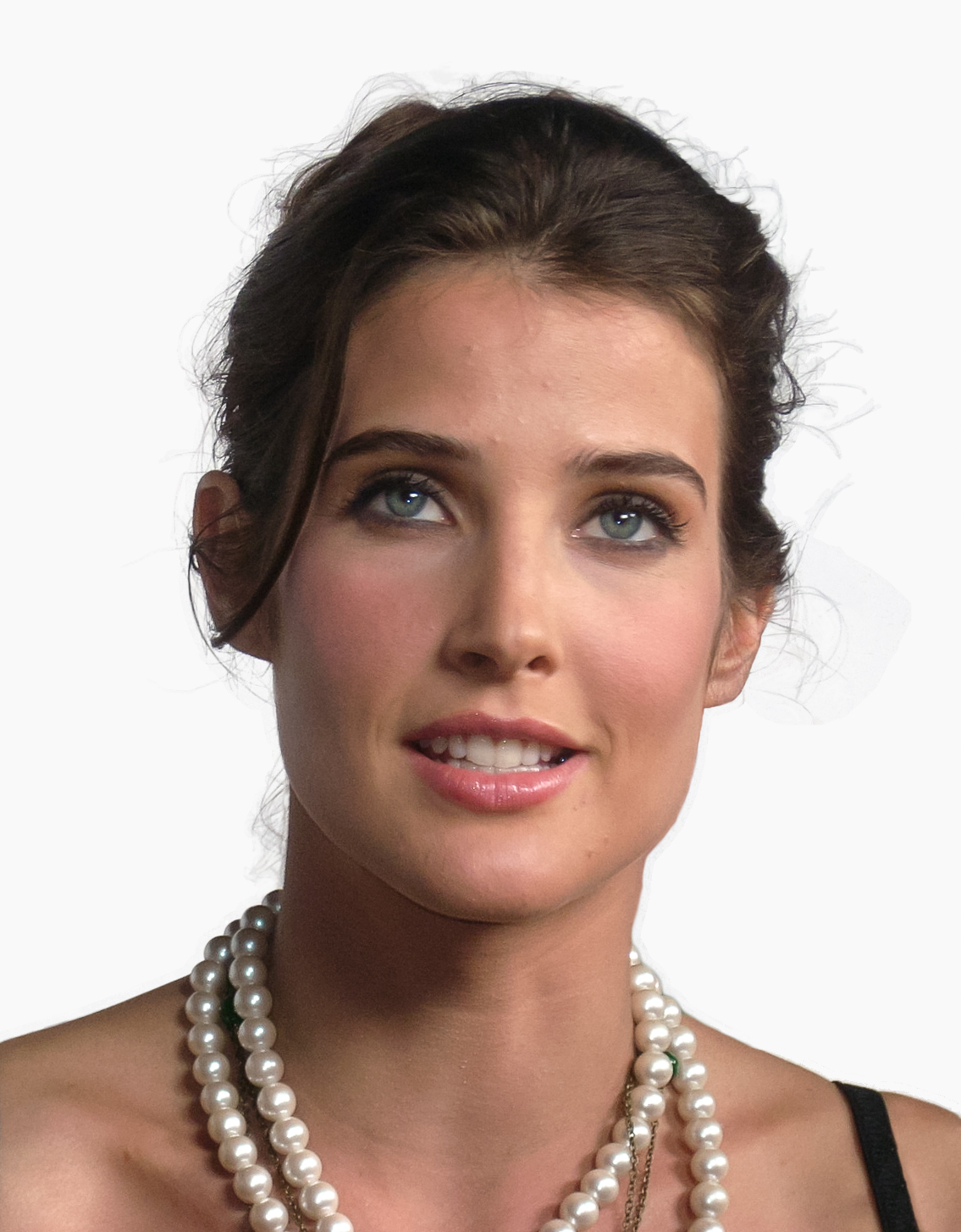
Cobie Smulders joue le rôle de Robin

En 2005, Ted commence sa carrière d'architecte. Son colocataire Marshall demande Lily en mariage. Le même jour, il aperçoit Robin Scherbatsky au MacLaren's et s'éprend d’elle. C'est Barney qui va la voir et lui « présente » Ted. Ce dernier dîne avec elle le lendemain puis rentre à 22h30. Après les conseils de ses amis, il retourne la voir le soir même avec un cor bleu. Ted dit à Robin qu'il est amoureux d'elle, ce qui l'effraye. Ted boit alors quelques verres avec Barney, puis décide de retourner voir Robin, mais il vomit sur son paillasson à cause de l'alcool. Quelques jours plus tard, lors d'une discussion sur le toit de l'immeuble de Ted, Robin explique qu'elle ne souhaite pas de relations sérieuses, ce qui ne l'empêche pas d'intégrer le groupe d'amis. Le lendemain d'une soirée arrosée, il se réveille avec un ananas dans sa chambre (dont il ignore comment il est arrivé ici) et Trudy (qui s'enfuit par la fenêtre et qu'il ne recroisera que deux ans plus tard). Lors du réveillon de la Saint-Sylvestre, Robin l'embrasse pour lui souhaiter bonne année. Ted rencontre Victoria, la pâtissière qui a préparé le gâteau, au mariage de Claudia et Stuart. Ils restent ensemble deux mois, puis elle obtient une place dans un institut gastronomique allemand. Ils essaient alors une relation à distance qui durera un mois. Un soir où Robin se sent seule, elle appelle Ted pour qu'il vienne la rejoindre. Ils s'embrassent mais elle se rend compte que Ted est toujours avec Victoria.
Ted repart avant que Victoria ne l'appelle pour le quitter.
En mai 2006, il engage un quatuor de cordes, et installe des fleurs chez Robin pour lui faire une déclaration d'amour. Mais celle-ci refuse, elle prévoit de passer le weekend avec un de ces collègues mais Ted « fait tomber la pluie ». Finalement Ted et Robin sont ensemble. Les deux premiers mois, leur principale activité sera de réconforter Marshall et de l'empêcher d'appeler Lily, qui l'a quitté avant de partir pour San Francisco. Son cabinet d'architecte avait un projet d'immeuble, mais il est refusé par le client car ressemblant à un pénis. Ted propose alors des plans alternatifs qu'il avait fait de son côté. Ceux-ci sont acceptés et Ted va diriger le projet. Lorsque Robin découvre que la plupart des meubles de l'appartement de Ted viennent de ses ex, elle lui demande de s'en séparer. Ted lui demande alors de se séparer de ses chiens, ce qu'elle fait. À la suite de cette décision, ils envisagent de s'installer ensemble. Mais lorsque Ted arrive avec ses cartons, Robin est réticente à l'idée de repenser son appartement et suggère que les affaires de Ted ont leur place dans la cave. Ils reviennent alors sur leur décision et Ted repart vivre avec Marshall et Lily. Après un an de leur relation, Ted invite Robin dans le restaurant de leur premier rendez-vous, où il avait dérobé le cor bleu. À la suite d'une erreur des serveurs, Robin découvre une bague de fiançailles dans son verre et panique, disant à Ted qu'il ne peut pas lui faire ça. Ted trouve cette réaction exagérée, après une relation d'un an mais Robin explique qu'elle souhaite vivre au jour le jour et qu'elle voudrait aller vivre en Argentine. Ted ayant lui l'intention de se marier et de fonder une famille, ils décident de rompre. Ils attendent la fin du mariage de Marshall et Lily pour annoncer la nouvelle au groupe.

### Mariage avec Stella, annulé au dernier moment

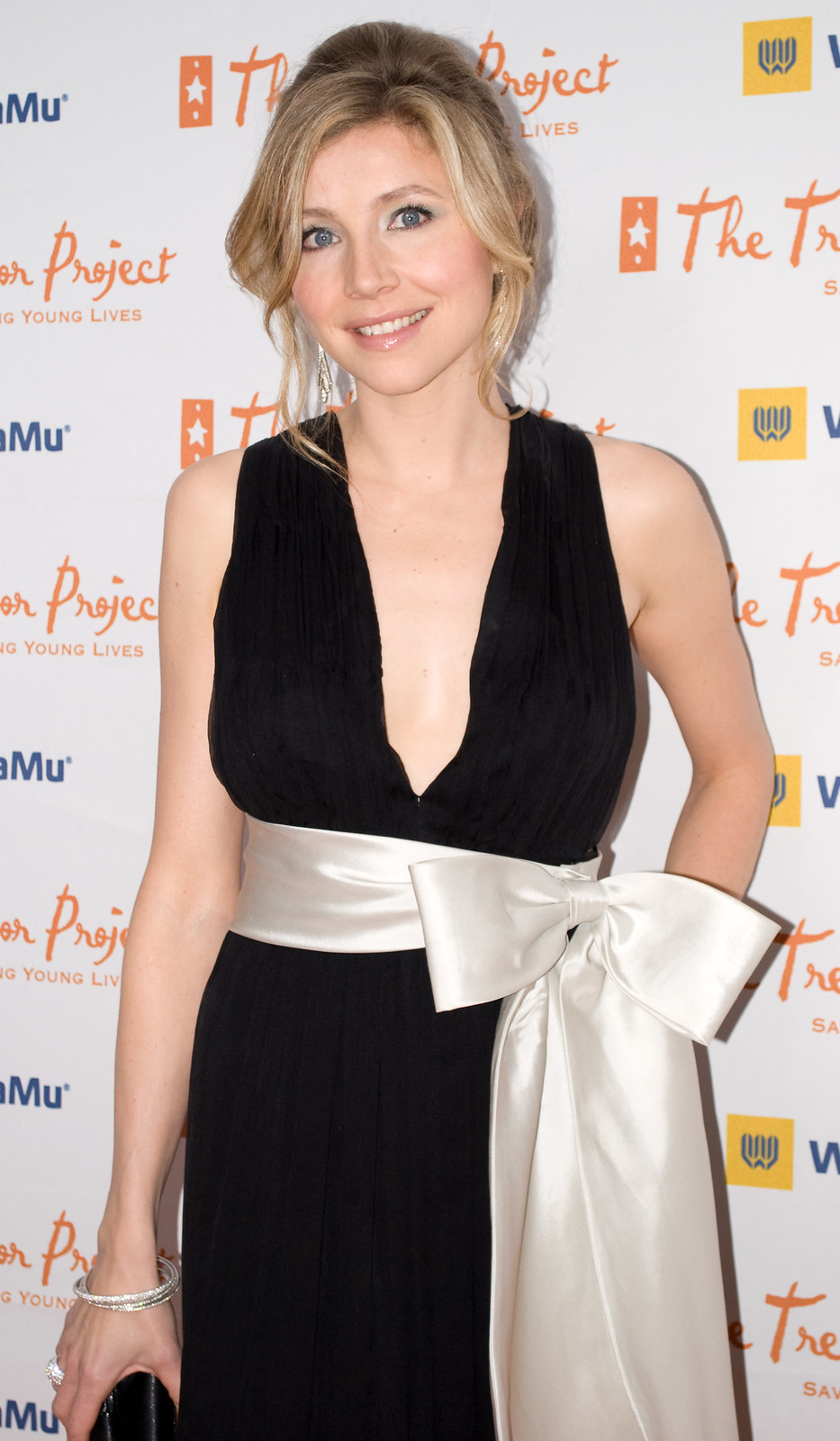
Sarah Chalke joue le rôle de Stella

Lorsque Robin revient d'Argentine avec Gael, Ted, blessé, l'accuse de vouloir « gagner la rupture » mais finalement elle lui avoue qu'elle a pleuré plusieurs jours après la rupture et que Gael a un plus petit pénis que lui. Ted fréquente pendant un temps Carol (surnommée « Blabla »), rencontrée sur World of Warcraft,, puis Cathy. Malgré cela, la situation est toujours difficile avec Robin, qui est à la fois son ex et son amie (ils couchent ensemble un soir où ils se retrouvent seuls à cause d'un désistement de Marshall et Lily). Au bout d'un certain temps, leur relation redevient amicale. Afin de se faire enlever un tatouage qu'il s'est fait lors d'une soirée arrosée, il prend dix rendez-vous avec Stella, une dermatologue avec qui il sympathise. Il souhaite sortir avec elle mais celle-ci est d'abord réticente car son travail et sa fille occupent la totalité de ses journées. En avril 2008, Robin et Barney ont une relation d'un soir. Ted estime que Barney n'a pas respecté le Bro Code et ne souhaite plus le voir. Il fête ensuite ses 30 ans avec ses amis et Stella. La relation entre Ted et Stella devient un peu plus sérieuse, et elle lui présente sa fille. Malgré tout, ils rompent après que Stella l'a invité à un mariage six mois en avance. Après un accident de voiture, il prend conscience de l'importance de certaines choses comme son amitié avec Barney et souhaite revoir Stella. Après l'avoir fréquenté quelque temps, il la demande en mariage, et elle répond « oui », bien que son entourage soit plus réservé (Marshall lui reproche en particulier de ne pas aimer le film préféré de Ted, Star Wars ; le fait que Stella vive dans le New Jersey alors que Ted veut vivre à New York). Le mariage est avancé, et se tient à Shelter Island en octobre 2008. Tony, l'ex-mari de Stella, ne veut pas laisser partir leur fille. Ted va donc la chercher et revient également avec Tony. Stella n'est pas d'accord et ils décident subitement de plus inviter leur ex. Ted explique à Robin qu'elle doit partir. Celle-ci dans un discours assez confus lui dit qu'il ne devrait pas se marier, et qu'il y aura toujours quelque chose entre eux. Mais dans le même temps il se rend compte que Stella l'a abandonné et est partie avec Tony. Il aura l'occasion de la recroiser plus tard, ils vivent à New York puis partent s'installer sur la côte Ouest. Tony réalise le film The Wedding Bride sur son mariage, où Ted est caricaturé sous la forme du personnage Jed Mosley.

### Construction de l'immeuble de la Goliath National Bank et relation conflictuelle avec Zoey
Ted travaille sur un projet pour la Goliath National Bank (où travaillent alors Barney et Marshall) ; mais celui-ci est annulé quelques mois plus tard, et Ted est renvoyé de son entreprise. Il crée alors sa propre entreprise, Mosbius Designs. Il sort un soir avec Vicky et lui fait le coup du « Naked Man ». Pendant quelque temps, Ted et Robin (qui a pris la place de Marshall dans l'appartement) couchent ensemble, pour surmonter les désagréments de la colocation. Ted décide d'arrêter, car il comprend que cela rendait Barney jaloux. Le jour de son 31e anniversaire, il est blessé par une chèvre que Lily a recueillie ; il décide d'abandonner son entreprise d'architecture et d'enseigner ce métier à l'université. Il donne son premier cours en septembre 2009, mais il se trompe d'amphithéâtre (les étudiants attendaient un cours d’économie). Il donne à Barney des « cours » sur « comment sortir avec Robin ». À l'université il rencontre Cindy, une doctorante. Lorsqu'il se rend dans son appartement, Cindy se rend compte que tous les objets que Ted relèvent appartiennent en fait à sa colocataire. Cindy le met dehors. Ted la recroisera un peu plus tard et verra qu'elle est devenue lesbienne. En avril 2010, il achète une maison délabrée dans la campagne qui sera sa future maison de famille. En septembre 2010, Barney le fait revenir à la Goliath National Bank pour construire le siège de la société. Il rencontre en même temps Zoey, qui milite contre la destruction de l'immeuble Arcadian qui est justement l'emplacement du futur immeuble de Ted, ce qui lui causera un certain nombre de dilemmes. Il décide dans un premier temps de continuer la construction de l'immeuble. Ted et Zoey entretiennent alors une certaine rivalité. Ils se croisent à un gala au Natural History Museum et Ted fait la connaissance du « capitaine », le mari de Zoey, plus âgé qu'elle. Peu après, les amis de Ted sympathisent avec Zoey, et ils passent Thanksgiving ensemble. Zoey voit Ted à plusieurs reprises, et elle fait croire à son mari qu'elle est avec « un groupe d’amis ». Puis Zoey quitte son mari afin d'être avec Ted. Ils décident de prendre leur temps pour commencer leur relation ; celle-ci est basée sur le défi mutuel, en particulier, ils évitent de parler de leur différend sur la démolition de l’Arcadian. Marshall est embauché par Zoey pour défendre l'association qui s'oppose à la démolition de l'immeuble. Marshall se dispute avec Barney, et Ted finit par se ranger du côté de Zoey. La question doit être tranchée par la Commission de conservation des monuments de la ville de New York. Ted change à nouveau d'avis lorsqu'il apprend que l'échec du projet entraînera le licenciement de Barney. La commission considère que la tête de lion qui figure sur cet immeuble le rend remarquable, mais comme celle-ci a « mystérieusement » disparue la veille, il donne son accord à la destruction de l'immeuble. Ted et Zoey finissent par se séparer.

### Retrouvailles avec Victoria et période confuse
En septembre 2011, Ted se rend à un gala d'architecture en compagnie de Robin. Il y croise Victoria, avec qui il était sorti cinq ans auparavant. Celle-ci est surprise de le voir avec Robin et apprend qu'elle est sortie avec Ted puis avec Barney. Elle explique alors à Ted qu'elle est fiancée avec un certain Klaus, et lui affirme qu'il ne pourra pas avoir de relations stables tant qu'il continuera à voir Robin, qui prend trop de place dans sa vie. Lorsque Kévin quitte Robin, Ted lui dit alors qu'il l'aime et que les raisons pour lesquelles ils se sont séparés n'existent plus ; après un moment d'hésitation, Robin dit à Ted qu'elle n'est pas amoureuse de lui, ce qui détruit Ted, puis elle décide de déménager. Ted comprend à ce moment-là que Barney et Robin s'aiment. Après le départ de Robin, Ted réalise qu'il ne veut plus vivre dans son appartement, et finalement ce sont Lily et Marshall qui s'y installent. Ted déménage dans l'ancien appartement de Quinn, qui part vivre avec Barney. Après la naissance du fils de Marshall et Lily, Ted rappelle Victoria, celle-ci vient le voit au MacLaren's, en robe de mariée. Ted décide de la ramener à son mariage, car il ne souhaite pas que Klaus soit, comme lui auparavant, abandonné devant l'autel. Il lui demande d'écrire un mot et va le déposer dans sa chambre d'hôtel à Farhampton. Il se rend compte que Klaus s'enfuit également. Ted et Victoria se fréquentent tout l'été. Lili explique à Ted que pour Victoria, la relation ne part pas de zéro, mais reprend à la fin de leur rupture antérieure. En effet Victoria souhaite plus d'engagement, Ted la demande alors en mariage mais Victoria demande que Ted ne soit plus ami avec Robin, ce que Ted refuse. Ils se séparent en octobre 2012. La séparation a lieu en même temps que Barney et Quinn, et Nick et Robin, lors de l'« automne des ruptures ».
En décembre 2012, Ted inaugure l'immeuble de la National Goliath Bank. Ce soir-là, Barney lui explique qu'il souhaite se fiancer avec Patrice. Ted rapporte à Robin les plans de Barney et la conduit à l'immeuble où la déclaration doit être faite. Robin se rend sur place et découvre que tout ceci ne visait qu'à créer des sentiments chez elle, et à vérifier l'approbation de Ted. Robin est furieuse, Barney la demande alors en mariage, Robin répond « oui ». Peu après, Ted rencontre Jeanette, qui le suivait depuis un an et demi, connaissait déjà un certain nombre de détails sur sa vie, et a inventé plusieurs stratagèmes pour le rencontrer. La jeune femme paraît un peu dérangée, au point qu'elle lui détruit plusieurs fois son appartement. Après leur rupture, il promet d'arrêter les aventures et ne veut avoir que du concret. Jeanette sera plus tard arrêtée et obligée de suivre une thérapie ; elle finira par rencontrer Kevin, le psychothérapeute.
Ted aime s'occuper de Marvin, le fils de Marshall et Lili, et les aide à préparer leur déménagement vers l'Italie. Il aide également Barney et Robin à organiser leur mariage. Un jour, Robin l'appelle alors qu'elle cherche à retrouver un médaillon qu'elle avait enterré adolescente dans Central Park. Après bien des recherches, la boîte est bien déterrée, mais le médaillon n'y est plus. Robin craint que ce soit un signe... Barney est témoin de la scène. En parallèle, Ted finit les travaux dans sa maison, puis projette de la vendre. Il envisage de partir à Chicago juste après le mariage, car il sait qu'il aimera toujours Robin. Il explique ces projets à Lily et lui raconte l'histoire du médaillon. Lili lui explique que celui-ci est depuis des années dans sa boite à crayons. Ted prévoit alors de l'offrir à Robin lors du mariage. Mais le médaillon n'est pas dans la boite et Ted pense que c'est Stella qui l'a maintenant. Ted l'appelle ; prend l'avion pour Los Angeles et cherche le médaillon dans un garde-meuble ; le ne trouvant pas, il appelle Victoria en Allemagne, qui le porte sur elle. Celle-ci envoie le médaillon à Ted ; mais c'est Jeanette qui le récupère. Ils se retrouvent au Bow Bridge à Central Park (en). Elle le traite de fou et jette le médaillon à l'eau ; Ted plonge et le récupère.
Le mariage de Barney et Robin se déroulera à Farhampton (Long Island) le 25 mai 2013. Le vendredi précédent la cérémonie, Ted offre à Robin une photo de leur rencontre (Lily croyait que c'était le médaillon). Peu de temps après, Barney lui retire son rôle de témoin à cause du fait qu'il a tenu la main de Robin dans le parc, Ted ayant ainsi violé le Bro code. Après l'arbitrage de Marshall (par vidéo conférence), Ted explique qu'il a « parfois » des sentiments pour Robin mais qu'il souhaite les voir disparaître. Il finit par reprendre sa qualité de témoin. Le dimanche au petit matin, Ted et Robin partent à la recherche de Barney, qui sous l'effet de l'alcool a quitté l'hôtel. Ils ont une discussion où ils reviennent sur les ex de Ted. Robin demande alors à Ted pourquoi il s'est séparé de Victoria. Ted lui explique qu'il a dû choisir entre Robin et Victoria. Ted lui explique la rémanence de ses sentiments, et son projet de partir pour Chicago afin de mettre une certaine distance entre eux.

### Mariage avec Tracy et naissance de Penny et Luke

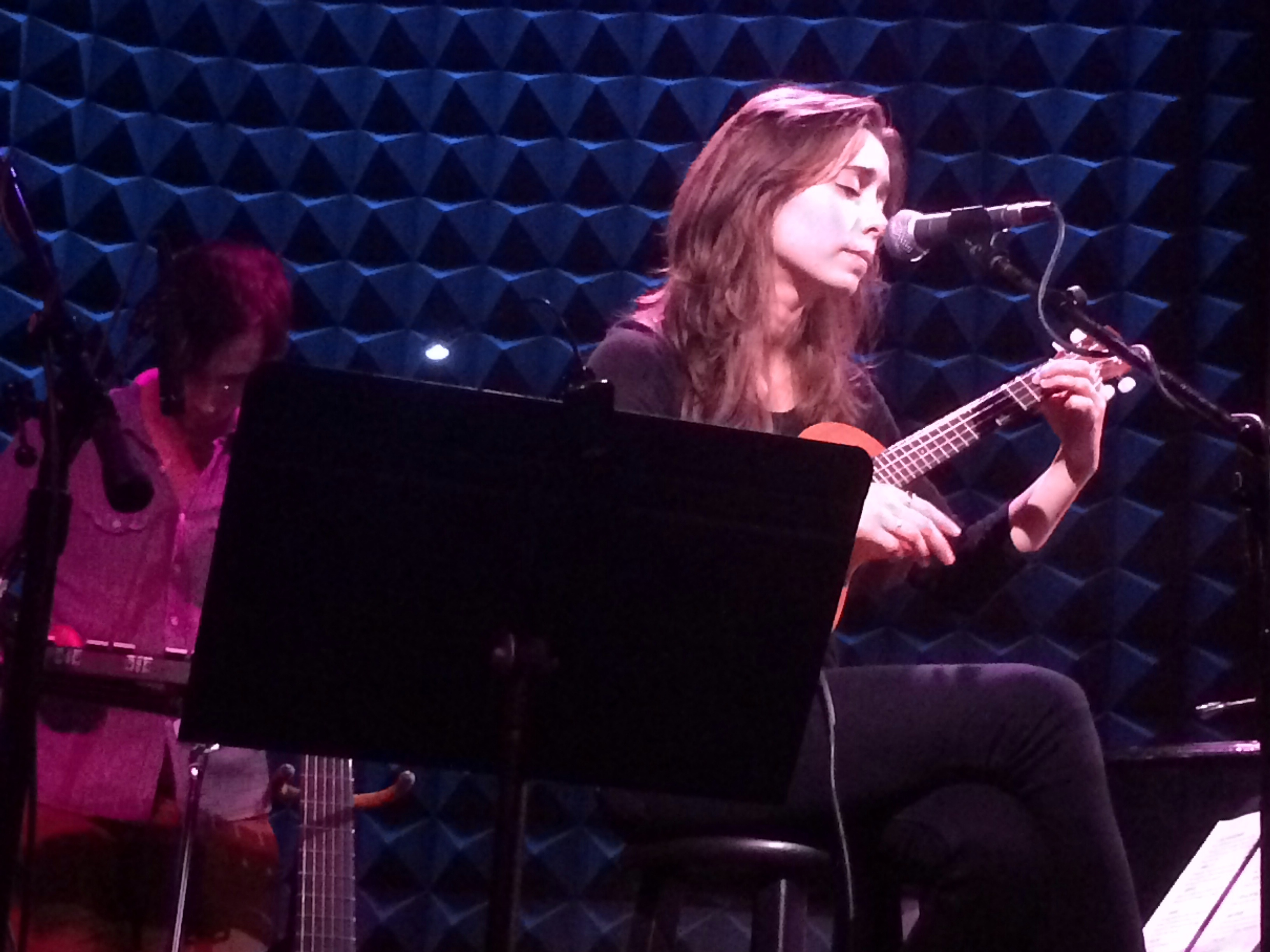
Cristin Milioti joue le rôle de Tracy.

En septembre 2005, la jeune Tracy Mc Connell vit une histoire d'amour avec un certain Max. Le soir de ses 21 ans, celui-ci meurt, lui laissant un ukulélé qui sera non seulement son cadeau d'anniversaire, mais aussi un cadeau d'adieu. Depuis lors, Tracy évite toute relation, croyant avoir déjà rencontré l'amour unique. Lors de la fête de la Saint-Patrick 2008, sa coloc l'entraîne en boite de nuit ; elle y manque l'occasion de rencontrer Ted. Elle y oublie un parapluie jaune, que Ted, présent à la soirée avec Barney récupère. Plus tard dans la soirée, après une discussion avec Mitch (le "naked man"), elle se donne pour objectif de réduire la pauvreté dans le monde.
Elle commence donc des études d'économie, et assiste au cours d'économie 305 que Ted donnait par erreur (il enseigne alors l’architecture). Elle rencontre sa nouvelle colocataire, Cindy, que Ted a rencontré quelques mois plus tard. Quand Ted vient chez Cindy et Tracy, Cindy se rend compte que tous les objets qui intéressent Ted appartiennent à Tracy. Cindy renvoie Ted, qui oublie le parapluie jaune, qui est ainsi revenu à sa vraie place. Tracy ne croise pas Ted ce soir là, mais après avoir discuté avec Cindy, cette dernière l’embrasse et s'aperçoit qu’elle est plus attirée par les femmes. Tracy quant à elle réalise qu’après des années sans avoir été embrassée, cette sensation lui manquait et envisage à nouveau la possibilité de renouer une relation un jour. 
Passionnée de musique, Tracy chante et joue de la basse dans un groupe qu'elle a créé. Mais le dernier membre du groupe, un certain Darren, lui a volé la vedette et envisage même de la remplacer. À la fin d'un concert, elle rencontre Louis, mais toujours convaincue que Max était son premier et seul grand amour, répond aux avances de Louis qu’elle ne souhaite pas de relation. Louis lui laisse sa carte au cas où elle changerait d’avis, et ils finissent par sortir ensemble. Leur histoire durera près de deux ans, mais ça ne sera jamais de l'amour...
Une semaine avant le mariage de Barney et Robin, le groupe qui devait initialement jouer pendant la cérémonie annule sa participation. Ted recroise alors Cindy par hasard dans le métro. Cette dernière l'informe que sa colocataire joue dans un groupe et pourrait venir au mariage. Tracy prend alors son ticket de train trois jours avant le mariage pour se rendre à la maison que Louis possède à Farhampton. Après avoir rencontré Lily et Marshall, Darren lui annonce qu'il quitte le groupe car il a été assommé par le témoin du mariage (Ted). La veille du mariage de Barney et Robin, Louis demande Tracy en mariage. Après avoir réfléchi, elle refuse, prend ses affaires et part s'installer au même hôtel que le groupe d'amis, récupérant au passage la seule chambre qui était encore libre. Or cette chambre était mitoyenne de celle de Ted, et ce dernier l'entend alors chanter La Vie en rose au ukulélé, ce qui le bouleverse profondément.
Durant la soirée du mariage, Barney conseille à Ted de rencontrer Tracy, mais celui-ci part déjà pour Chicago. Il fait ses adieux à ses amis et se dirige vers la gare. Mais le train est en retard, et Tracy arrive avec son parapluie jaune. Ted et Tracy se rencontrent sur le quai, évoquant l'histoire du parapluie et du cours d'économie. Le lendemain, Marshall et Lily voient Ted au MacLaren's. Il leur explique alors qu'il ne part plus pour Chicago et appelle Tracy. Le mercredi suivant, Ted et Tracy vont dîner ensemble et s'embrassent pour la première fois.
En 2014, Ted demande Tracy en mariage en haut du phare de Farhampton. En 2015, Ted prévoit un mariage dans un château français, mais l'événement est repoussé car Tracy veut « rentrer dans sa robe ». Ils deviennent parents d'une petite fille prénommée Penny. En 2017, leurs fils Luke naît, près de Farhampton.
Après avoir divorcé de Barney, Robin ne fréquente plus Marshall, Lily et Barney, mais elle continue de voir Ted. Elle est par exemple présente lors du mariage de Ted et Tracy au MacLaren's en 2020. Les enfants de Ted et Tracy l'appellent d'ailleurs « tante Robin. »
Mais Tracy tombe malade et meurt en 2024. En 2030, Ted raconte alors à ses deux enfants comment il a rencontré leur mère (How I met your Mother). Après avoir entendu toute l'histoire, ceux-ci lui répondent que le vrai sens de cette histoire est l'amour qui a toujours existé entre leur père et Robin. Ils l'incitent à la revoir et à refaire sa vie, ce qu'il va faire, récupérant une nouvelle fois le fameux cor bleu au passage.

## Autour du personnage
La voix française est interprétée par Xavier Béja.